# Millepora latifolia
Millepora latifolia là một loài san hô trong họ Milleporidae. Loài này được Boschma mô tả khoa học năm 1948.